# Sex/Life
Sex/Life ist eine US-amerikanische Drama-Fernsehserie, die von Stacy Rukeyser für Netflix entwickelt wurde. Sie ist durch den Roman 44 Chapters About 4 Men von BB Easton inspiriert und wurde am 25. Juni 2021 veröffentlicht.

## Handlung
Billie Connelly ist Hausfrau und Mutter. Sie lebt in einer bürgerlichen Vorstadt in Connecticut zusammen mit ihrem Ehemann Cooper und ihren zwei Kindern. Sie träumt noch immer von ihrer wilden Zeit in New York, die scheinbar für immer vergangen ist. Sie beginnt ein fiktives Tagebuch zu schreiben. Darin fantasiert sie über ihre Erlebnisse mit ihrem Ex-Freund Brad. Cooper findet das Tagebuch und hält es für real. Billie nutzt diesen Umstand, um ihre Ehe in neue Bahnen zu lenken.

## Besetzung und Synchronisation
| Rolle            | Darsteller        | Synchronsprecher  |
| ---------------- | ----------------- | ----------------- |
| Billie Connelly  | Sarah Shahi       | Alexandra Wilcke  |
| Cooper Connelly  | Mike Vogel        | Alexander Doering |
| Brad Simon       | Adam Demos        | Florian Hoffmann  |
| Hannah           | Sofia Galasso     | Johanna Schmoll   |
| Cole             | Randy Thomas      | Roman Kretschmer  |
| Devon            | Jonathan Sadowski | Robert Glatzeder  |
| Emily            | Hannah Galway     | Anna Dramski      |
| Francesca        | Li Jun Li         | Sonja Spuhl       |
| Kossi            | Kossisko Kossisko | Patrick Giese     |
| Kyla             | Vanessa Sears     | Catherine Chikosi |
| Professor Sumner | Dean Marshall     | Johannes Berenz   |

## Produktion und Veröffentlichung
Im August 2019 gab Netflix dem Projekt grünes Licht für die Produktion einer ersten Staffel mit acht Episoden. Die Serie wurde von Stacy Rukeyser entwickelt, die neben J. Miles Dale auch als Executive Producerin vorgesehen war. Im Januar 2020 wurde Sarah Shahi als Hauptdarstellerin für die Serie gecastet. Im März 2020 folgten Mike Vogel, Adam Demos und Margaret Odette in weiteren Hauptrollen. Die Dreharbeiten für die Serie sollten ursprünglich im Frühjahr 2020 beginnen, wurden dann aber aufgrund der COVID-19-Pandemie verschoben. Die Dreharbeiten begannen am 31. August 2020 und endeten am 9. Dezember 2020 in Mississauga, Kanada.
Die Serie wurde am 25. Juni 2021 bei Netflix veröffentlicht.
Die Dreharbeiten für die 2. Staffel sind seit April 2022 abgeschlossen, der Start auf Netflix war am 2. März 2023.

## Episodenliste
| No. | Deutscher Titel                 | Englischer Titel                       | Regie             | Drehbuch          | Erstveröffentlichung |
| --- | ------------------------------- | -------------------------------------- | ----------------- | ----------------- | -------------------- |
| 1   | „Ehefrau und Mutter“            | „The Wives Are in Connecticut“         | Patricia Rozema   | Stacy Rukeyser    | 24. Juni 2021        |
| 2   | „Trennungsdepressiv“            | „Down in the Tube Station at Midnight“ | Patricia Rozema   | Stacy Rukeyser    | 24. Juni 2021        |
| 3   | „Lügnerin“                      | „Empire State of Mind“                 | Jessika Borsiczky | Jordan Hawley     | 24. Juni 2021        |
| 4   | „Die Brad-Steichhölzer“         | „New New York“                         | Jessika Borsiczky | Jessika Borsiczky | 24. Juni 2021        |
| 5   | „Eine gemeinsame Geschichte“    | „The Sound of the Suburbs“             | Samira Radsi      | Jamie Dennig      | 24. Juni 2021        |
| 6   | „Fluchtgefahr“                  | „Somewhere Only We Know“               | Samira Radsi      | Resheida Brady    | 24. Juni 2021        |
| 7   | „Hausparty“                     | „Small Town Saturday Night“            | Sheree Folkson    | Kimberly Karp     | 24. Juni 2021        |
| 8   | „Alles, nur nicht gleichzeitig“ | „This Must Be the Place“               | Sheree Folkson    | Stacy Rukeyser    | 24. Juni 2021        |